# Salignus tahoensis
Salignus tahoensis är en insektsart som först beskrevs av Knight 1917.  Salignus tahoensis ingår i släktet Salignus och familjen ängsskinnbaggar. Inga underarter finns listade i Catalogue of Life.